# Pfeifferquelle

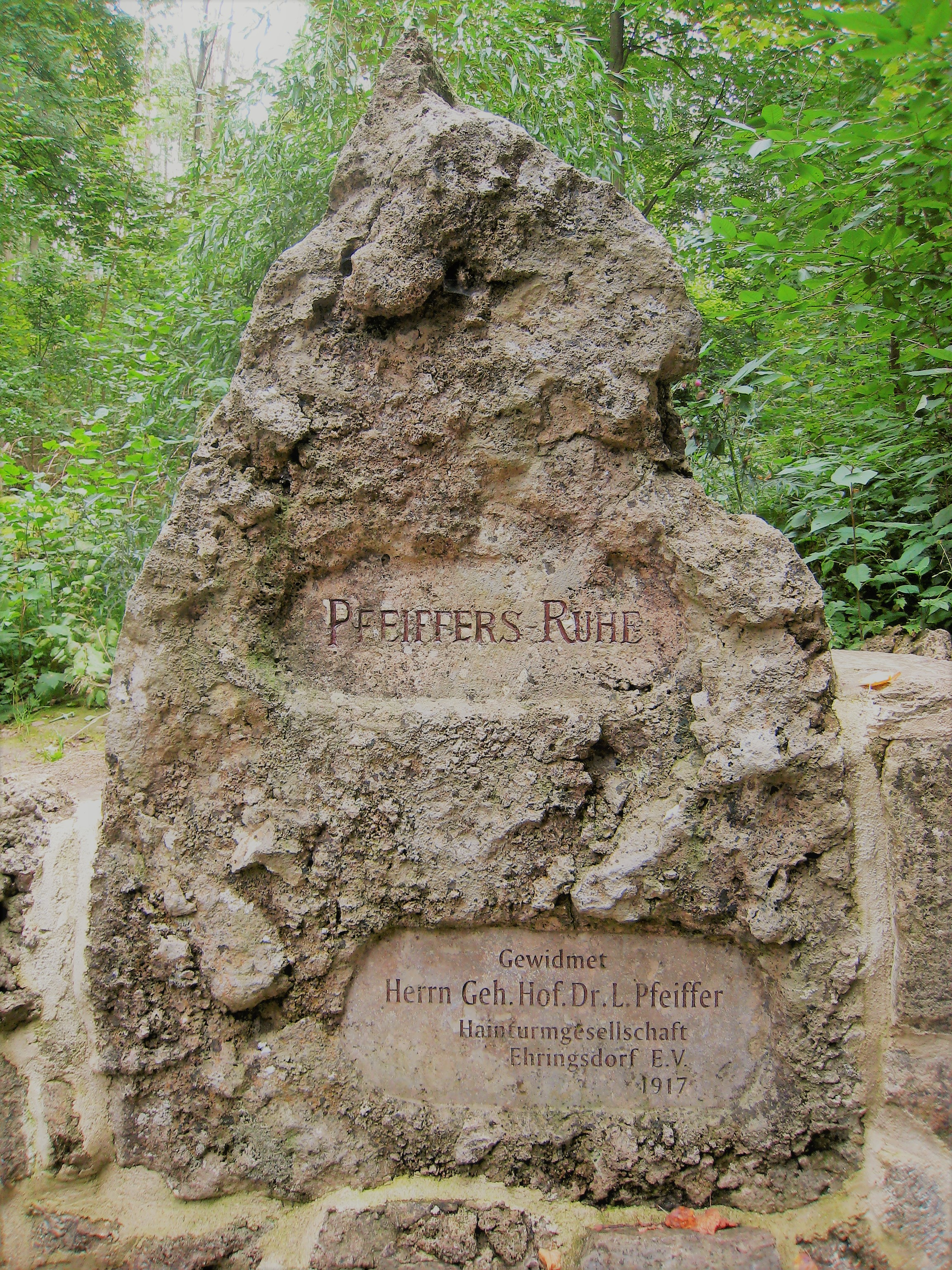
Pfeifferquelle im Süden von Weimar

Die Pfeifferquelle oder auch Pfeiffers Ruhe im Belvederer Forst bei Weimar wurde zu Ehren des Medizinalrates Ludwig Pfeiffer anlässlich des 75. Geburtstags im Jahr 1917 nach diesem benannt. Pfeiffer war führend in der Initiative zur Restaurierung des nahen Hainturms 1909. Es handelt sich um eine Schicht/Spaltenquelle im oberen Muschelkalk des Plateaus von Belvedere, die im Südteil des Belvederer Forsts liegt. Die steinerne Einfassung mit der Widmung erfolgte 1915/20 durch die Hainturm-Gesellschaft. Verwendet wurde größtenteils Feldstein aus Travertin. Der Hainturm selbst ist hiervon ca. 300 m entfernt. Diese Quelle sicherte die Wasserversorgung des Hainturmes.

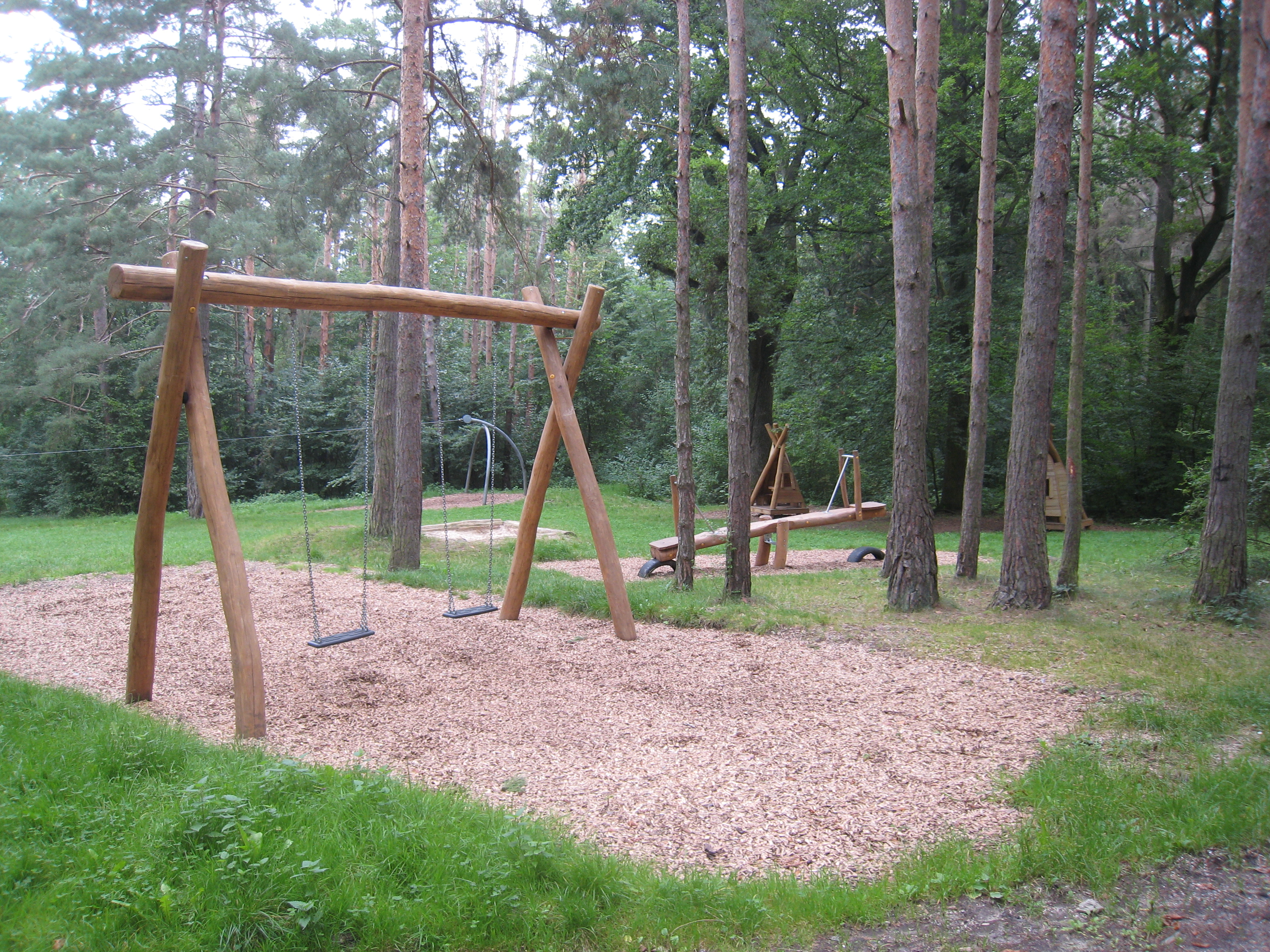
Waldspielplatz nordöstlich der Pfeifferquelle

Unweit der Pfeifferquelle befindet sich ein Waldspielplatz.